# エレクトロニック・ダンス・ミュージック
エレクトロニック・ダンス・ミュージック（英: electronic dance music）とは、電子音楽の中でも主にクラブパーティーの場において、フロアの人々を楽しませる目的でDJによってプレイされるダンスミュージックの音楽ジャンルの総称である。略語はEDM（イーディーエム）で、ダンス・ミュージック（英: dance music、単に「ダンス」とも）、クラブ・ミュージック（英: club music）と称されることもある。
シンセサイザーや、RolandのTR-909などのリズムマシーン、シーケンサーなどの電子楽器を用いて楽曲が制作されていたが、技術的な発達に伴いDAW（＝デジタル・オーディオ・ワークステーション）を中心とした環境で制作される方式が主流となった。クラブやフェスにおけるDJによってミックス、披露される事が多いため、音楽家は作曲・プロデュース業だけではなくDJも兼ねていることも多い。

## 歴史
EDMの前史としては、1972年のホット・バターとポップコーン・メイカーズの競作となった「ポップコーン」のヒットがあげられる。。同曲はホット・バター版がBillboard Hot 100で第9位まで上昇する大ヒットとなり、日本でもヒットしている。またジョルジオ・モロダーが制作したチッコリー（欧米ではチッコリー・ティップ）の1972年のヒット「恋の玉手箱」(Son of My Father)や1976年のドナ・サマーの曲「ラヴ・トゥ・ラヴ・ユー・ベイビー」も、シンセサイザーを駆使した初期のヒット曲である。電子楽器を用いたダンス・ミュージックは、1970年代中期のディスコに遡る。その後波形編集ソフトウェアが利用可能になり、サンプリングした音源の波形データを細かく編集できるようになった。1980年代後半にはイギリスのアーティストがこの手法を用い、ビッグ・ビートが発展した。1990年代には高速なブレイクビーツのリズムと強調された低音部が特徴のドラムンベースが流行した。2000年代中期にはドラムンベースやUKガラージなどを起源とするダブステップが発展した。DAWの発達により、2000年代後半からエレクトロニック・ダンス・ミュージックは世界的に広がった。アメリカ合衆国ではダブステップを再解釈したブロステップなど、様々なサブジャンルが生まれた。
エレクトロニック・ダンス・ミュージックは元々ヨーロッパで人気を博していたが、2000年代後半からアメリカ合衆国、また全世界へ急速に拡大していった。きっかけは、2006年に催されたコーチェラ・フェスティバルに出演したダフト・パンクが行ったピラミッドを象ったステージでのライブであるとされ、そのライブでは最大収容人数が1万人の会場に4万人の人が集まっていた。2004年のアテネオリンピックではティエスト、2016年のリオオリンピックではカイゴ、2018年の平昌オリンピックではマーティン・ギャリックスが閉会式でパフォーマンスをしている。
「Electronic dance music」の頭文字を並べた頭字語である「EDM」は、エレクトロニック・ダンス・ミュージックがアメリカ合衆国で人気を得るようになった2000年代後半に、エレクトロニック・ダンス・ミュージック全体を表す経済用語としてアメリカの音楽マスメディアによって作られた。

## 定義
エレクトロニック・ダンス・ミュージックは明確なジャンルを指すものではなく、ロックやジャズ、ヒップホップなどと同じように様々なサブジャンルを包括した用語である。人気のジャンルとしてハウス、トランス、テクノ、ダブステップ、トラップなどがある。
エレクトロニック・ダンス・ミュージックには狭義の解釈も存在する。その狭義的な解釈ではEDMという言葉は、DJカルチャー以降の音楽的伝統を持たない、ポップなエレクトロニック・ダンス・ミュージックを指す。特に、2000年代後半以降の楽曲はハウスミュージックのサブカテゴリーに属することが多いため、「125〜130 BPM程度の4つ打ち」「ビルドアップからドロップに展開する形式」など、これらの楽曲の特徴がエレクトロニック・ダンス・ミュージック全体の特徴として説明されることがある。その成り立ち故に、従来のテクノやハウス・ミュージックのミュージシャンやファンから区別され、批判されることもある。

## 反応
アヴィーチーは、2012年にDJ Magazineのインタビューで、「EDMは単にダンスミュージックの流行語です。よく使われている言葉だけど、包括的な言葉が必要なんじゃないかな」と答えている。
ゼッドは、2014年にインタビューで、EDMという言葉はいつ頃生まれたのでしょうか？という質問に対し、「エレクトロニック・ダンス・ミュージックがアメリカでブレイクしたのがきっかけです。全米のニュースで取り上げられるようになり、EDMという略語が浸透した。フルネームよりもEDMという言葉を使った方が説明しやすかったんでしょうね」と答えている。

## 日本のEDM
日本ではUltra Japanやエレクトロックス、PACHA FESTIVAL TOKYOなどのフェスティバル・イベントが開催されている。2020年4月にはDaydream Festivalが初上陸し、「Alan Walker」「Dimitri Vegas ＆ Like Mike」などの有名DJが来日する予定だったが、新型コロナウイルスにより中止された。また、外国のエレクトロニック・ダンス・ミュージックのプロデューサーが著名なポップアーティストの楽曲を手掛ける例もある。

## 主なミュージシャン
- アフロジャック (Afrojack)[31]
- アラン・ウォーカー (Alan Walker)
- アーミン・ヴァン・ビューレン(Armin van Buuren)
- アヴィーチー (Avicii)[32]
- K-391
- カルヴィン・ハリス (Calvin Harris)[33]
- ザ・チェインスモーカーズ (The Chainsmokers)
- デヴィッド・ゲッタ (David Guetta)[34]
- ディミトリ・ヴェガス&ライク・マイク (Dimtri Vegas&Like Mike)
- 電気グルーヴ （DENKI GROOVE)
- ハードウェル (Hardwell)[35]
- カシミア (Kshmr)
- ケーズ (Kaaze)
- マーティン・ギャリックス (Martin Garrix)[36]
- マシュメロ (Marshmello)
- リハブ(R3hab)
- ショーテック (Showtek)
- スティーヴ・アオキ(Steve Aoki)
- スウェディッシュ・ハウス・マフィア(Swedish House Mafia)
- ティエスト(Tiësto)
- ウィル・スパークス(Will Sparks)
- ゼッド (Zedd)
- ニッキー・ロメロ(Nicky Romero)
- ギャランティス(Galantis)
- ティミー・トランペット(Timmy Trumpet)
- Brooks (DJ) (Brooks)
- ガーミアーニ(Garmiani)
- ダック・ソース(Duck Sauce)
- ダブルアンドダブル(W&W)
- ナーヴォ(NERVO)
- アレッソ(Alesso)
- ディロン・フランシス(Dillon Francis)
- ガレス・エメリー(Gareth Emery)
- フェデ・ル・グランド(Fedde Le Grand)
- カイゴ(Kygo)
- ディプロ(Diplo)
- アーロンチュパ(AronChupa)
- スクリレックス(Skrillex)
- メジャー・レイザー(Major Lazer)
- ジョナス・ブルー(Jonas Blue)
- クリーン・バンディット(Clean Bandit)
- DJスネーク(DJ Snake)
- フィッシャー(FISHER)
- logic REPE